# ダイソン・ダニエルズ
ダイソン・ジェームズ・ダニエルズ（Dyson James Daniels, 2003年3月17日 - ）は、オーストラリア・ビクトリア州ベンディゴ出身のプロバスケットボール選手。NBAのアトランタ・ホークスに所属している。ポジションはシューティングガード。

## 経歴

### 生い立ち・ユース
7歳の頃からバスケを始める。
2019年にオーストラリアのセミプロリーグNBL1のベンディゴ・ブレーブスと契約した。また、同年にオーストラリア国立スポーツ研究所で行われたNBA国際アカデミーにも参加した。

### NBAGリーグ・イグナイト
2021年6月21日にNBAGリーグ・イグナイトと契約した。他にはNCAAの大学やNBLのチームからもオファーを受けていた。
1年間プレーした後、2022年のNBAドラフトにエントリーした。

### ニューオーリンズ・ペリカンズ
2022年6月23日に行われたNBAドラフトにて1巡目全体8位でニューオーリンズ・ペリカンズから指名され、7月9日にペリカンズとの契約に合意した。

### アトランタ・ホークス
2024年7月6日にデジャンテ・マレーとのトレードで、E・J・リデル、ラリー・ナンス・ジュニア、コディ・ゼラー（サイン・アンド・トレード）、2025年と2027年のドラフト1巡目指名権と共にアトランタ・ホークスへ移籍した。
11月8日のデトロイト・ピストンズ戦で18得点、3リバウンド、2アシスト、7スティール、2ブロックを記録したが、チームは121-122で惜敗した。同月15日のワシントン・ウィザーズ戦で25得点、4リバウンド、3アシスト、6スティール、2ブロックを記録し、チームは129-117で勝利した。なお、4試合連続で15得点・5スティール以上を記録したのは、1990年のマイケル・ジョーダン以来約34年ぶりであり、4試合連続で6スティール以上を記録したのは、1986年のアルヴィン・ロバートソン以来約38年ぶりであった。12月23日のミネソタ・ティンバーウルブズ戦でキャリアハイとなる8スティールを含む10得点、4リバウンド、4アシスト、2ブロックを記録し、チームは117-104で勝利した。このシーズン、76試合に出場、1試合平均、14.1得点、5.9リバウンド、4.4アシスト、3.01スティール、フィールドゴール成功率49.3%、3ポイント成功率33.8%を記録し、NBA最成長選手賞に選出された。NBAオールディフェンシブファーストチームにも選ばれ、NBA最優秀守備選手賞の投票でも2位だった。

## 個人成績

### NBA

#### レギュラーシーズン
| シーズン | チーム | GP  | GS  | MPG  | FG%  | 3P%  | FT%  | RPG | APG | SPG  | BPG | PPG  |
| -------- | ------ | --- | --- | ---- | ---- | ---- | ---- | --- | --- | ---- | --- | ---- |
| 2022–23  | NOP    | 59  | 11  | 17.7 | .418 | .314 | .650 | 3.2 | 2.3 | .7   | .2  | 3.8  |
| 2023–24  | NOP    | 61  | 16  | 22.3 | .447 | .311 | .642 | 3.9 | 2.7 | 1.4  | .4  | 5.8  |
| 2024–25  | ATL    | 76  | 76  | 33.8 | .493 | .340 | .593 | 5.9 | 4.4 | 3.0* | .7  | 14.1 |
| 通算     | 通算   | 196 | 103 | 25.4 | .472 | .327 | .614 | 4.5 | 3.2 | 1.8  | .5  | 8.4  |

#### プレーオフ
| シーズン | チーム | GP | GS | MPG | FG%  | 3P%  | FT% | RPG | APG | SPG | BPG | PPG |
| -------- | ------ | -- | -- | --- | ---- | ---- | --- | --- | --- | --- | --- | --- |
| 2024     | NOP    | 3  | 0  | 5.7 | .333 | .000 | --- | .7  | .0  | .7  | .0  | 1.3 |
| 通算     | 通算   | 3  | 0  | 5.7 | .333 | .000 | --- | .7  | .0  | .7  | .0  | 1.3 |

## 家族
父のリッキーはアメリカ合衆国出身の元バスケットボール選手で、ノースカロライナ州立大学でプレーした後にオーストラリアに渡り、ベンディゴ・ブレーブスで活躍した。現役時代の背番号はブレーブスの永久欠番となっている。
兄のカイもバスケットボール選手で、現在はレジス大学でプレーしている。